# Bill Durnan

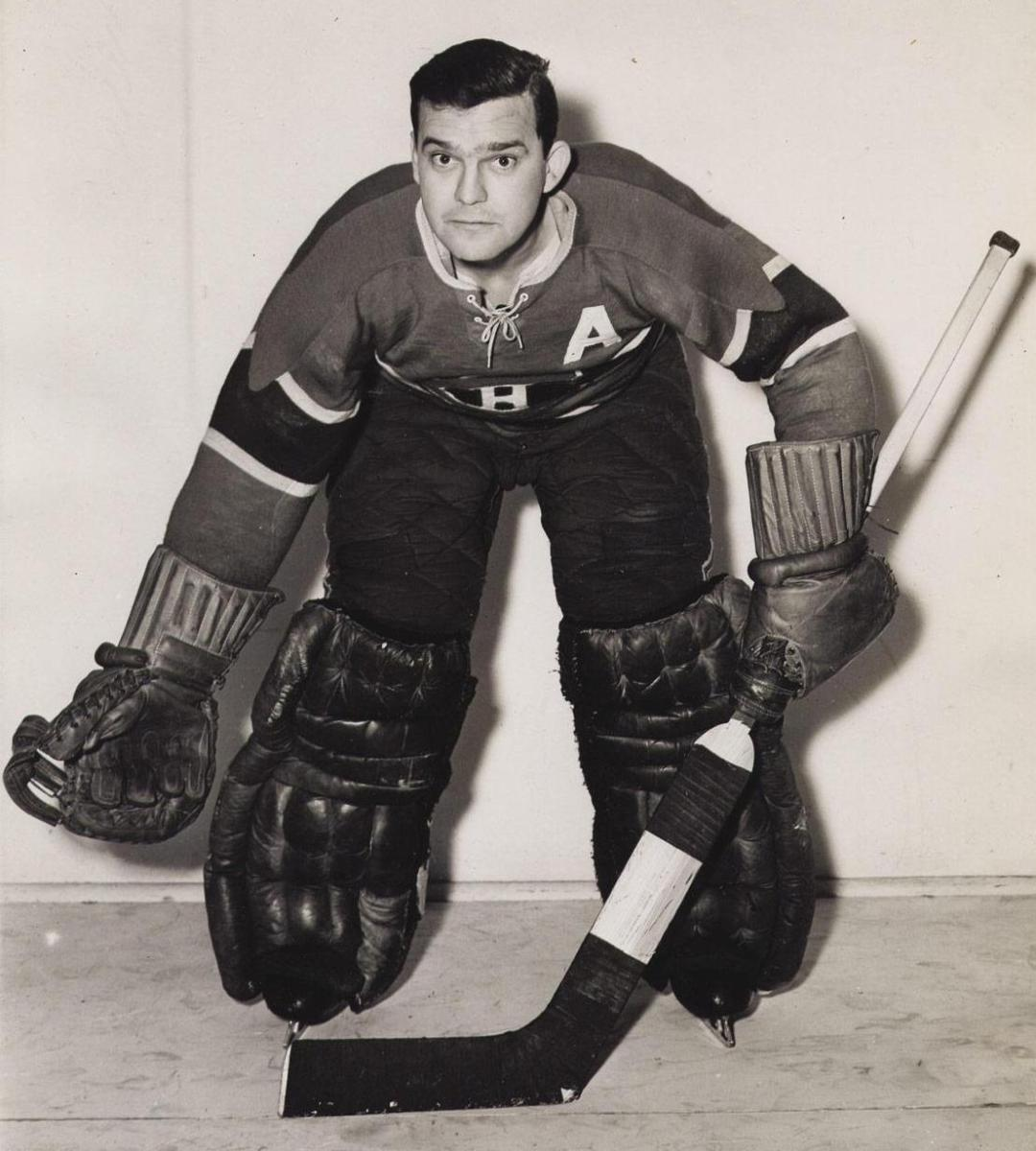
Bill Durnan

William Ronald Durnan (22 de enero de 1916 - 31 de octubre de 1972) fue un portero profesional canadiense de hockey sobre hielo. Jugó 7 temporadas en la Liga Nacional de Hockey (NHL). Jugó toda su carrera en la NHL con los Montreal Canadiens. Hasta que Roberto Luongo fue nombrado capitán de los Canucks de Vancouver el 30 de septiembre de 2008, Durnan fue el último arquero en ser capitán de la Liga Nacional de Hockey, y uno de los únicos siete de la historia. Bill Durnan era ambidiestro, lo que significa que podía atrapar con ambas manos. Este portero estrella es uno de los mejores porteros de Montreal Canadiens de la historia. Ganó la Stanley Cup dos veces con los canadienses y fue seis veces ganador del Vezina Trophy. Durnan fue admitido en el Salón de la Fama del Hockey en 1964.

## Premios
- Primer portero del equipo All-Star en 1944, 1945, 1946, 1947, 1949, 1950.
- Ganó el Trofeo Vezina en 1944, 1945, 1946, 1947, 1949, 1950.
- Jugó en el Juego de las Estrellas de la NHL en 1947, 1948, 1949

- Datos: Q862081